# Sainte-Marguerite-de-l’Autel
Sainte-Marguerite-de-l’Autel ist eine Ortschaft und eine Commune déléguée in der französischen Gemeinde Le Lesme mit 577 Einwohnern (Stand: 1. Januar 2019) im Département Eure in der Region Normandie. 
Mit Wirkung vom 1. Januar 2016 wurden die früheren Gemeinden Guernanville und Sainte-Marguerite-de-l’Autel zu einer Commune nouvelle mit dem Namen Le Lesme zusammengelegt. Zeitgleich erfolgte die Verlegung in das Arrondissement Bernay. Die Gemeinde Sainte-Marguerite-de-l’Autel gehörte zum Arrondissement Évreux, zum Kanton Breteuil und zum Kommunalverband Normandie Sud Eure. 
Sainte-Marguerite-de-l’Autel liegt etwa 29 Kilometer westsüdwestlich von Évreux.

## Bevölkerungsentwicklung
| 1962                      | 1968 | 1975 | 1982 | 1990 | 1999 | 2006 | 2013 |
| ------------------------- | ---- | ---- | ---- | ---- | ---- | ---- | ---- |
| 426                       | 377  | 340  | 316  | 354  | 384  | 391  | 556  |
| Quelle: Cassini und INSEE |      |      |      |      |      |      |      |

## Sehenswürdigkeiten
- Kirche Sainte-Marguerite, Monument historique

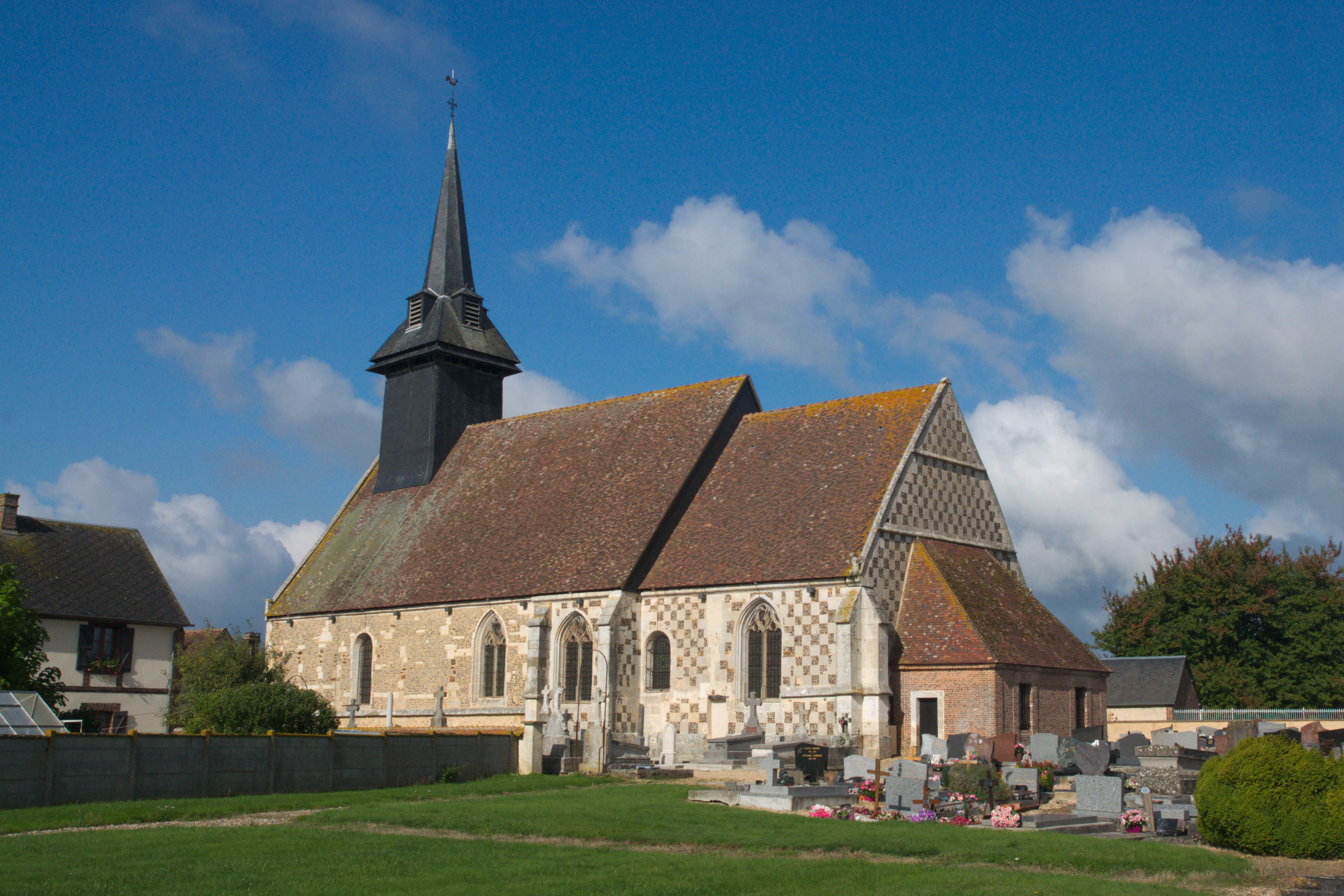
Kirche Sainte-Marguerite